# Franz Longin

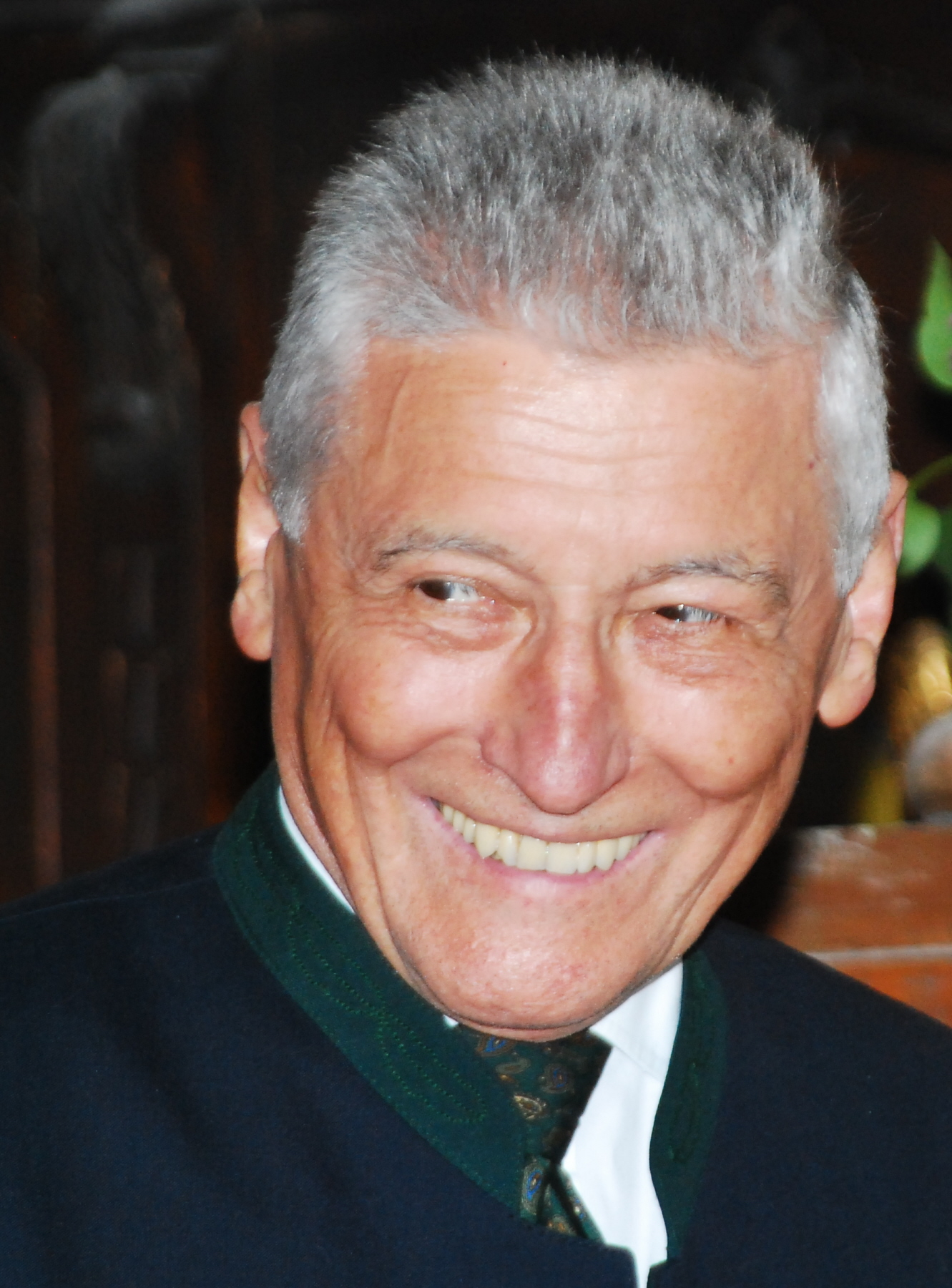
Franz Longin (2013)

Franz Longin (* 28. November 1933 in Wenkerschlag, Tschechoslowakei) ist ein Steuerberater und Wirtschaftsprüfer sowie baden-württembergischer Politiker der CDU. Er war in der 10. Wahlperiode von 1988 bis 1992 Mitglied des Landtags von Baden-Württemberg.

## Ausbildung und Beruf
Franz Longin besuchte in Neuhaus im Sudetenland die Volksschule und das Gymnasium. Nach der Vertreibung seiner Familie wechselte er auf ein Gymnasium in Heidenheim an der Brenz. Nach einer kaufmännischen Ausbildung absolvierte er eine Weiterbildung im Bereich Betriebswirtschaftslehre an der Verwaltungs- und Wirtschaftsakademie in Stuttgart. Seit 1964 ist er selbständig als Steuerberater und später auch als Wirtschaftsprüfer.

## Politische Tätigkeit
Bei der Landtagswahl 1988 wurde Franz Longin über ein Direktmandat im Landtagswahlkreis Stuttgart IV in den Landtag von Baden-Württemberg gewählt, dem er über die gesamte 10. Wahlperiode von 1988 bis 1992 angehörte. Er übernahm das Amt von seinem Parteifreund Horst Poller, der nicht wieder antrat. In dieser Zeit war die spätere Landtagsabgeordnete Sabine Kurtz seine Referentin. Bei der Landtagswahl 1992 gewann die SPD mit Helga Ulmer das Direktmandat in diesem Wahlkreis. Zweitmandate wurden 1992 in diesem Wahlkreis nicht vergeben.

## Sonstige Ämter, Ehrungen und Auszeichnungen
1978 wurde er zum Vizepräsidenten und später zum Präsidenten der Steuerberaterkammer Stuttgart gewählt. Dieses Amt hatte er bis Juni 2014 inne. Sein Nachfolger wurde Uwe Schramm; er selbst wurde bei seinem Ausscheiden zum Ehrenpräsidenten ernannt.
Von 1991 bis 2011 war er Präsident des Landesverbandes der Freien Berufe Baden-Württemberg e.V.
Er war Mitglied der Bundesversammlung der Sudetendeutschen Landsmannschaft. 2012 wurde er wiederum in den Landesvorstand der Sudetendeutschen Landsmannschaft in Baden-Württemberg kooptiert, dem er schon seit längerer Zeit angehört.
Am 6. Mai 2000 erhielt er von Ministerpräsident Erwin Teufel die Verdienstmedaille des Landes Baden-Württemberg. Am 28. Oktober 2008 wurde ihm die Ehrensenatorwürde der Berufsakademie Stuttgart verliehen.
In Österreich wurde Franz Longin vom Bundespräsidenten der Republik Österreich, Alexander Van der Bellen, das Goldene Ehrenzeichen für Verdienste um die Republik Österreich verliehen. Die Übergabe erfolgte anlässlich des Kreuzbergtreffens in Kleinschweinbarth am 23. Juni 2019 durch Ing. Norbert Kapeller, Generalsekretär des Verbandes der deutschen altösterreichischen Landsmannschaften (VLÖ).

## Familie und Privates
Franz Longin ist römisch-katholisch.